# Stari Grabovac
Stari Grabovac je naselje u Republici Hrvatskoj u Sisačko-moslavačkoj županiji, u sastavu grada Novske.

## Zemljopis
Stari Grabovac je istočno prigradsko naselje Novske nalaze se na cesti prema Okučanima.

## Stanovništvo
Prema popisu stanovništva iz 2011. godine Stari Grabovac je imao 393 stanovnika.
| broj stanovnika | 147   | 171   | 158   | 188   | 225   | 313   | 265   | 329   | 369   | 389   | 463   | 526   | 535   | 561   | 432   | 393   | 311   |
|                 | 1857. | 1869. | 1880. | 1890. | 1900. | 1910. | 1921. | 1931. | 1948. | 1953. | 1961. | 1971. | 1981. | 1991. | 2001. | 2011. | 2021. |